# 面前埔
面前埔，是臺灣高雄市燕巢區的一個傳統地域名稱，位於該區南部東側。相較於今日行政區，其範圍大致包括橫山里、深水里南部邊界地帶東側一小段。
本地區境內主要聚落為面前埔、橫山仔、塔仔腳、溪尾，設有樹德科技大學、明陽中學、橫山國小。

## 歷史
台灣日治初期，面前埔地區為一街庄，稱為「面前埔庄」（舊制街庄），隸屬於觀音中里。該庄昔日西北與角宿庄為鄰，北與湖仔內庄、深水庄為鄰，東與溪埔庄為鄰，南邊為牛食坑庄、蜈蜞潭庄，西南邊為鳳山厝庄。
1901年（日治明治三十四年）11月11日，全台廢縣廳改設二十廳，該庄隸屬於鳳山廳。1904年（明治三十七年）5月3日，該庄編入「保舍甲區」，隸屬於鳳山廳。1909年（明治四十二年）10月25日，全台合併二十廳為十二廳，保舍甲區改隸屬於臺南廳。1920年（大正九年）10月1日，全台地方制度大改正，廢十二廳改設五州二廳，該庄改制為「面前埔」大字，隸屬於高雄州高雄郡燕巢庄（新制街庄）。1924年（大正十三年）12月25日，高雄郡廢郡，燕巢庄改隸屬於岡山郡。
戰後燕巢庄改制為燕巢鄉，隸屬於高雄縣，大字亦改制為村。1950年（民國39年）10月1日，高、屏分治，燕巢鄉仍隸屬於高雄縣。2010年（民國99年）12月25日，高雄縣、市合併為直轄高雄市，燕巢鄉改制為燕巢區，村亦改制為里。

## 聚落
本地區發展較早的聚落為面前埔、橫山仔、塔仔腳、溪尾、吊狗嶺（已消失），在日治初期的官方地圖上已有記載。

## 交通
國道10號又稱「高雄支線」或「高雄環線」，是左營至旗山的高速公路，經過本地區西南部及東部，並在境內西南端的省道台22線旁設有燕巢交流道。由此可快速前往國道10號沿線各地，或銜接國道1號、國道3號。
省道台22線俗稱「旗楠公路」，是楠梓至高樹的幹道，經過本地區的橫山仔、塔仔腳等聚落。由該道路西行可前往大社區西北端、楠梓區，並止於楠梓市區；東行可前往旗山區/大樹區交界地帶、屏東縣九如鄉西北端、里港鄉、高樹鄉等地。
區道高44線是角宿至塔仔腳的道路，其東側端點（終點）位於本地區北部邊界地帶、塔仔腳聚落的省道台22線路口。
區道高45線是橫山至嘉誠的道路，其北側端點（起點）位於本地區中西部、橫山仔聚落西南郊的省道台22線路口。

## 學校
- 樹德科技大學
- 明陽中學
- 橫山國小

## 公務機關
- 法務部矯正署高雄第二監獄
- 法務部矯正署高雄戒治所